# Соквілл (Вісконсин)
Соквілл (англ. Saukville) — селище (англ. village) в США, в окрузі Озокі штату Вісконсин. Населення — 4258 осіб (2020).

## Географія
Соквілл розташований за координатами 43°23′20″ пн. ш. 87°56′38″ зх. д. / 43.38889° пн. ш. 87.94389° зх. д. (43.388945, -87.943896).  За даними Бюро перепису населення США в 2010 році селище мало площу 9,97 км², з яких 9,84 км² — суходіл та 0,13 км² — водойми. В 2017 році площа становила 9,25 км², з яких 9,12 км² — суходіл та 0,13 км² — водойми.

## Демографія
Згідно з переписом 2010 року, у селищі мешкала 4451 особа в 1766 домогосподарствах у складі 1208 родин. Густота населення становила 447 осіб/км².  Було 1848 помешкань (185/км²).
Расовий склад населення:
| - 96,0 % — білих - 0,7 % — чорних або афроамериканців - 0,7 % — азіатів - 0,4 % — корінних американців |

До двох чи більше рас належало 1,6 %. Частка іспаномовних становила 2,9 % від усіх жителів.
За віковим діапазоном населення розподілялося таким чином: 26,2 % — особи молодші 18 років, 65,1 % — особи у віці 18—64 років, 8,7 % — особи у віці 65 років та старші. Медіана віку мешканця становила 36,7 року. На 100 осіб жіночої статі у селищі припадало 100,7 чоловіків;  на 100 жінок у віці від 18 років та старших — 100,0 чоловіків також старших 18 років.
Середній дохід на одне домашнє господарство  становив 63 063 долари США (медіана — 54 665), а середній дохід на одну сім'ю — 74 878 доларів (медіана — 69 736). Медіана доходів становила 51 355 доларів для чоловіків та 41 558 доларів для жінок. За межею бідності перебувало 10,4 % осіб, у тому числі 13,0 % дітей у віці до 18 років та 16,6 % осіб у віці 65 років та старших.
Цивільне працевлаштоване населення становило 2362 особи. Основні галузі зайнятості: виробництво — 25,8 %, роздрібна торгівля — 16,2 %, освіта, охорона здоров'я та соціальна допомога — 16,0 %.